# سزیم نیترات
سزیم نیترات (به انگلیسی: Caesium nitrate) با فرمول شیمیایی CsNO۳ یک ترکیب شیمیایی است. که جرم مولی آن ۱۹۴٫۹۱ g/mol می‌باشد. شکل ظاهری این ترکیب، جامد سفید است.